# Коничев, Константин Иванович
Константи́н Ива́нович Ко́ничев (13 [26] февраля 1904, д. Поповская, Вологодская губерния — 2 мая 1971, Ленинград) — русский советский писатель и журналист, фольклорист. Редактор издательства в Архангельске, возглавлял местное отделение Союза писателей СССР, редактировал альманах «Север». В 1952—1953 — главный редактор Лениздата. Участник Великой Отечественной войны.
Основные темы произведений писателя — русский Север, судьбы его исторических деятелей. Автор цикла историко-биографических книг о М. В. Ломоносове, скульпторе Федоте Шубине, зодчем Андрее Воронихине, художнике Василии Верещагине, издателе И. Д. Сытине и др. Много труда отдал собиранию северного фольклора, опубликовав по этим материалам выдержавший два издания сборник «Песни Севера, частушки, пословицы, загадки».

## Биография
Родился в крестьянской семье в деревне Поповская Устьянской волости Вологодской губернии (ныне Усть-Кубинского района Вологодской области). Рано остался сиротой (в 1909 году мать умерла от побоев отца, в следующем году умер отец после пьяной драки), воспитывался под опекой дяди.
С детства начал трудиться, учился сапожному делу, работал в поле, в лесу, испробовал все крестьянские дела. В 1911 году был отдан учиться в Коровинскую церковно-приходскую школу, и через 3 года окончил её как лучший ученик, получив за это от учителя в подарок книги.
Подростком работал сапожником, но всё это время уже никогда не забывал о книге, читал односельчанам газеты, которые иногда попадали в деревню.
В 1920—1921 годах служил в Красной армии. После окончания Гражданской войны вернулся в родные края и снова занялся сапожным делом. В свободное время пробовал писать стихи, фельетоны, очерки, заметки, некоторые из которых печатались на страницах губернской газеты «Красный Север». Был одним из зачинателей местного селькоровского движения.
В 1923 году селькор Коничев вступил в комсомол, работал в комбеде, избачом в Устье-Кубинском — заведывал избой-читальней (1924—1925). Служил в частях особого назначения (ЧОН), затем поступил в вологодскую совпартшколу (окончил в 1927). Несколько раз переезжал — из Вологды в Сыктывкар, из Сыктывкара в Архангельск. В 1926 году вступил в ВКП(б).
В 1929 году выходит первая книга Константина Коничева «Тропы деревенские». Потом появляются новые книги «По следам молодости», «Лесная быль», очерки «Боевые дни» (о гражданской войне на Севере) и «За Родину» — о герое-пограничнике Андрее Коробицыне.
Во время работы в Архангельском ГПУ (1932 г.) был «шефом» ссыльного Леонида Мартынова.
В 1935—1941 работал в Архангельском областном издательстве редактором и одновременно уполномоченным Союза советских писателей, редактировал альманах «Север». В эти же годы заочно учился и в 1940 году окончил Литературный институт имени М. Горького в Москве.
В годы Великой Отечественной войны 1941—1945 Константин Коничев участвовал в боевых действиях на всех направлениях Карельского фронта и на Дальнем Востоке.
В 1946—1951 — редактор Архангельского издательства.
После переезда в Ленинград, в 1952—1953 — главный редактор Лениздата. А с 1953 года и до конца жизни Константин Иванович был занят только литературно-творческой работой. Жил он в небольшой квартире на Дворцовой набережной, но основное время проводил в творческих поездках по Советскому Союзу, посетил также много зарубежных стран. Ездил в Египет, Грецию, где был в Афинах, Дельфах, Коринфе, Спарте. Итогом этой поездки стала книга «По дорогам Эллады».
Самым впечатляющим и плодотворным оказалось путешествие в экваториальную Африку — в Нигер, Того, Верхнюю Вольту, Дагомею, Габон. В книге «Там, где рвут оковы рабства» писатель рассказывал о своей встрече со знаменитым доктором и учёным Альбертом Швейцером, который тоже не забыл своего русского гостя и писал в марте 1962 года в Россию следующее:
Передайте господину Коничеву, что я тронут приветствием, которое он мне прислал и на которое я отвечаю искренним приветствием. Мы сохранили добрые воспоминания о нём.
Умер Константин Коничев 2 мая 1971 года, похоронен в Ленинграде на Богословском кладбище.

## Награды
Награждён двумя орденами Красной Звезды, медалью «За боевые заслуги» и др.

## Наследие
Библиотека Константина Коничева насчитывала свыше 4 000 томов — книги по эпохе Петра I, русскому Северу и древним монастырям, сборники произведений устного народного творчества и научные труды по фольклору, искусствоведческие работы и мемуарная литература. Экслибрисы для книжного собрания писателя были созданы известным ленинградским художником В. А. Меньшиковым (1901—1978).
Документы писателя личного происхождения хранятся в Государственном архиве Вологодской области (ГАВО).

## Память
- С 1971 года Усть-Кубинская библиотека носит имя писателя-земляка Константина Ивановича Коничева.
- 23 января 1975 года улица Нагорная в Октябрьском посёлке Вологды была переименована в улицу Коничева[6].

## Сочинения
- Полицейское подполье. Сыктывкар, 1935
- Боевые дни. Сб. очерков (Архангельск, 1938)
- Повесть о Федоте Шубине. Архангельск, 1941
- Мастер торпедного удара. Архангельск, 1947
- На холодном фронте. Архангельск, 1947
- Деревенская повесть. М., 1949
- Деревенская повесть. Архангельск, 1949, 1951
- Пограничник Андрей Коробицын. Вологда, 1951
- В девятьсот пятом. Архангельск, 1952
- В местах отдаленных. Повесть (Архангельск, 1954)
- В году тридцатом. Повесть (1964)
- В местах отдаленных. Повесть (Вологда, 1956)
- Новая жизнь. Архангельск, 1956
- Деревенская повесть. Вологда, 1950, 1957
- За Родину. (Архангельск, 1939)
- Земляк Ломоносова: Повесть о Федоте Шубине. (Архангельское областное государственное издательство, 1950)
- Из жизни взятое. Сборник (Архангельск, 1964)
- Рассказы-бывальщины. М., 1967
- [lib.ru/HIST/KONICHEW_K/iz_moej_kopilki.txt_with-big-pictures.html# Из моей копилки. Сб. рассказов] (Вологда, 1971)
- К северу от Вологды. Повесть (Л., 1954)
- К северу от Вологды. Повесть (Вологда., 1955)
- По дорогам Эллады. Л., 1959
- Лесная быль. Повесть (Архангельск, 1934)
- Люди больших дел. Сб. очерков (Архангельск, 1949)
- От Карелии до Кореи. (Иркутск, 1948)
- Пётр Первый на Севере. Повествование (Л., 1973)
- По следам молодости. Повесть (Архангельск, 1936)
- Повесть о Верещагине. (Л., 1956)
- Повесть о Воронихине. (Архангельск, 1959)
- Повесть о Федоте Шубине. (Л., 1951)
- Русский самородок. Повесть о Сытине. (Л.: Лениздат, 1966; переизд. Ярославль, 1969)
- Там, где рвут оковы рабства. (Л.: Лениздат, 1962)
- Тропы деревенские. Сб. рассказов (Вологда, 1929)